# شون كيوكيندل
شون كيوكيندل (بالإنجليزية: Shawn Kuykendall)‏ هو لاعب كرة قدم أمريكي، ولد في 21 فبراير 1982 في فيرفاكس في الولايات المتحدة، وتوفي في 12 مارس 2014 في واشنطن العاصمة في الولايات المتحدة بسبب سرطان. لعب مع دي.سي. يونايتد ونيويورك ريد بولز.